# چوت‌آباد
چوت‌آباد، روستایی در دهستان هیت بخش مرکزی شهرستان قصرقند در استان سیستان و بلوچستان ایران است.
چوت‌آباد در فاصله ۱ کیلومتری مرکز شهرستان قصرقند قرار دارد.

## جمعیت
بر پایه سرشماری عمومی نفوس و مسکن در سال ۱۳۹۵، جمعیت این روستا برابر با ۶۳۰ نفر (۲۰۶ خانوار) بوده‌است.